# Aporophyla haasi
Aporophyla haasi är en fjärilsart som beskrevs av Otto Staudinger 1891. Aporophyla haasi ingår i släktet Aporophyla och familjen nattflyn. Inga underarter finns listade i Catalogue of Life.